# Jacques Bonnet
Jacques Bonnet (nacido en 1949) es un escritor francés, traductor y crítico que durante años trabajó en la editorial parisina Albin Michel.

## Biografía
Jacques Bonnet ha escrito numerosos artículos sobre temas literarios y varios ensayos. Ha traducido una veintena de libros y ha enseñado la historia del arte.
À l’enseigne de l'amitié pone en escena al filósofo Giordano Bruno. Su ensayo Bibliotecas llenas de fantasmas ha sido traducido en una decena de idiomas.

## Obras
- Lorenzo Lotto, Adam Biro, 1997 (monographie)
- À l'enseigne de l'amitié, Liana Lévi, 2003 (novela histórica)
- De la coïncidence des opposés et autres variations sur les contraires, Le Cherche Midi, 2005
- Femmes au bain. Du voyeurisme dans la peinture occidentale, Hazan, 2006
- Des bibliothèques pleines de fantômes, Denoël, 2008 ; éd. poche Arléa, 2014. Traducido en español, Bibliotecas llenas de fantasmas, Anagrama.
- Quelques Historiettes ou petit éloge de l’anecdote en littérature, Denoël, 2010
- Comment regarder Degas, Hazan, 2012
- Eugène Atget, un photographe si discret, Les Belles Lettres, 2014
- A Mulher entre as duas idades ou Miseria do velho apaixonado (La Femme entre les deux âges ou Misère du vieillard amoureux), edición bilingüe, Centro de Arte et da Cultura, Unicamp, Campinas, Brésil, 2017.

### Director de publicación
- Cahiers de l’Arc : Gustav Mahler (1976), Georges Duby (1978), Robert Musil (1978), Leonardo Sciascia (1979)
- Cahiers Pour un Temps (Pandora-Centre Georges Pompidou) : Georges Dumézil (1981), Erwin Panofsky (1983), Jean Starobinski (1985), Henri Focillon, (1986), Italo Svevo et Trieste (1987)

## Prefacio
- Honoré de Balzac, Théorie de la démarche et autres textes, Pandora, 1979, rééd. Albin Michel, 1990

## Traducciones
- Philip Ball, Histoire vivante des couleurs : 4 000 Ans de peinture racontée par les pigments, Hazan, 2005
- Jim Dwyer & Kevin Flynn, 102 Minutes : Le récit du combat sur la survie dans les Twin Towers le 11 septembre 2001, éd. Privé, 2005 ; J’ai Lu, 2006
- Mario Bussagli, Le corps  : Anatomie et symboles, Hazan, 2006, réédité 2015
- Aleksandr Lavrentiev, Rodtchenko et le Groupe Octobre, Hazan, 2006
- Bart D. Ehrman, Les Christianismes disparus : La Bataille pour les Écritures, Le Bayard, 2007
- Lucia Impelluso, Jardins, potagers et labyrinthes, Hazan, 2007
- Gabriele Lucci, Le Film noir, Hazan, 2007
- Rosa Giorgi, L’Art au XVIIe siècle, Hazan, 2008
- Enzo Bianchi & Gilles Kepel, Au cœur du fondamentalisme, Bayard, 2009
- Daniela Tarabra, L’Art au XVIIe siècle, Hazan, 2009
- Pierre Restany, actes de colloque, INHA/Les éditions des cendres, 2009 (traduction de huit articles)
- Imma Laino, Comment regarder… la peinture : Contexte, genres, techniques, Fernand Hazan, 2010
- David Locatelli & Fulvia Rossi, Les Étrusques, Hazan, 2010
- Stefano Zuffi, Amour et érotisme, Hazan, 2010
- Luca Trevisan (sous la direction de), Chefs-d'œuvre de la marqueterie sous la Renaissance italienne, Hazan, 2011
- Fernando et Gioia Lanzi, Saint-Jacques de Compostelle, Hazan, 2011
- Massimo Favilla, Ruggero Rugolo, Venise au XVIIIe siècle, Hazan, 2011
- Jay Winter (sous la direction de), La Première Guerre mondiale, 3 vol., Fayard, 2013-2014 (traducción de 14 contribuciones)

## Enlazos externos
- Biografía

- Datos: Q3806019